# William Castro
William Adrián Castro Rosso (Mercedes, Soriano, 22 de mayo de 1962) es un exfutbolista uruguayo, apodado el «Pato».

## Selección nacional

### Participaciones en Copas del Mundo
| Mundial           | Sede   | Resultado        |
| ----------------- | ------ | ---------------- |
| Copa Mundial 1990 | Italia | Octavos de final |

## Clubes
| Club                 | País      | Año       |
| -------------------- | --------- | --------- |
| Bella Vista          | Uruguay   | 1982—1985 |
| Gimnasia de La Plata | Argentina | 1986      |
| Bella Vista          | Uruguay   | 1987      |
| Nacional             | Uruguay   | 1988—1990 |
| Cruz Azul            | México    | 1990—1991 |
| Peñarol              | Uruguay   | 1992—1993 |
| Universitario        | Perú      | 1994      |
| Progreso             | Uruguay   | 1995      |
| Liverpool            | Uruguay   | 1996      |
| Punta del Este       | Uruguay   | 1997      |
| Miramar Misiones     | Uruguay   | 1998      |

## Palmarés

### Copas internacionales
| Título                | Club     | Sede         | Año  |
| --------------------- | -------- | ------------ | ---- |
| Copa Libertadores     | Nacional | Montevideo   | 1988 |
| Copa Intercontinental | Nacional | Tokio        | 1988 |
| Recopa Sudamericana   | Nacional | Buenos Aires | 1989 |
| Copa Interamericana   | Nacional | Montevideo   | 1989 |